# PicoBSD
 (décembre 2022).
Si vous disposez d'ouvrages ou d'articles de référence ou si vous connaissez des sites web de qualité traitant du thème abordé ici, merci de compléter l'article en donnant les références utiles à sa vérifiabilité et en les liant à la section « Notes et références ».
 (décembre 2022).
PicoBSD est un système d'exploitation tenant sur une disquette, basé  sur la branche FreeBSD 3.0-current.
Le matériel minimal requis est un 386SX avec 8 Mo de RAM. Aucun disque dur n'est nécessaire car le système n'est pas installé mais chargé depuis la disquette. Le principe est le même que celui des systèmes sous forme de livecd.
La dernière version disponible est la 0.42.
PicoBSD n'est plus supporté; il a été remplacé par NanoBSD depuis FreeBSD 5.

## Versions
PicoBSD existe sous plusieurs versions : 
- Une version connexion à la demande (Dialup Version).
- Une version réseau (Networking Version).
- Une version routeur (Router Version).
- Une version serveur de connexion (Dial-in server version), non stable.